# Finotina radama
Finotina radama är en insektsart som först beskrevs av Brancsik 1893.  Finotina radama ingår i släktet Finotina och familjen gräshoppor. Inga underarter finns listade i Catalogue of Life.